# Giovanni Falcone

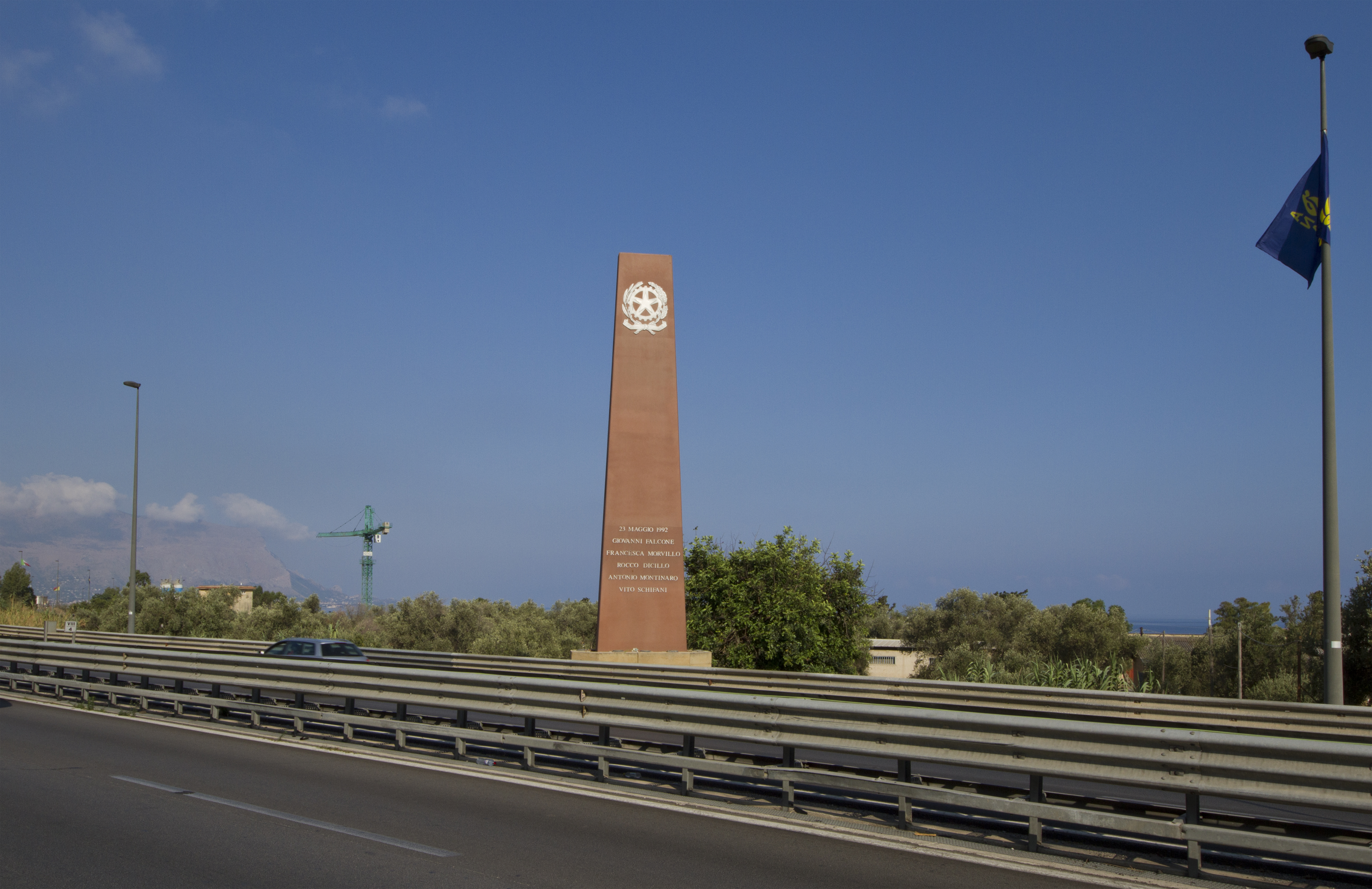
Memorial Giovanni Falcone,
Isola delle Femmine

Giovanni Falcone (Palermo, 18 de março de 1939 – Isola delle Femmine, província de Palermo, 23 de maio de 1992) foi um magistrado italiano que atuava em processos contra os chefes da Cosa Nostra, organização criminosa siciliana. Como juiz, recebeu prêmios no mundo todo, por sua imparcialidade. Foi assassinado por Giovanni Brusca, a mando do mafioso Salvatore Riina. A Operação Mãos Limpas  começou logo depois de sua morte.
Falcone morreu em 1992 — juntamente com sua esposa e seus guarda-costas —, quando o carro em que viajava foi atingido pela explosão de uma carga de 1000 kg de TNT — previamente colocada no túnel de drenagem, sob a rodovia. A detonação foi acionada por controle remoto.
Sua história guarda muita semelhança com a de seu amigo, o procurador Paolo Borsellino, que seria assassinado em julho do mesmo ano, também pela Cosa Nostra, por estar engajado no combate à máfia.